# Confédération Générale du Travail
Confédération Générale du Travail, CGT (Allmänna arbetarkonfederation) är Frankrikes näst största fackliga centralorganisation, räknat i antal medlemmar. Den grundades 1895 och var fram till 1921 dominerat av anarkister och syndikalister. År 1921 splittrades organisationen i en revolutionär flygel, som sympatiserade med Kommunistiska internationalen, Confédération Générale du Travail - Unitaire, och en reformistisk flygel som sympatiserade med socialistinternationalen. 1936 återförenades de två flyglarna, och var sedan dess starkt kopplat till Frankrikes kommunistiska parti. 1990 bröts det organisatoriska bandet till kommunistpartiet, och 1995 gick CGT ur den kommunistiska fackföreningsinternationalen (WFTU). Flera förbund och lokala organisationer har dock antingen förblivit medlemmar i WFTU eller återvärvts dom senaste åren.